# Demétrio Campos
Demétrio Campos (Cabo Frio,1997 – 2020) foi um modelo negro que se tornou, em 2022, o primeiro homem trans do Brasil a ter seu nome retificado no atestado de óbito após decisão do Tribunal de Justiça do Rio de Janeiro (TJ-RJ), e o 2º caso de retificação de nome após a morte no país. Demétrio suicidou-se no dia 17 de maio de 2020, no Dia Internacional Contra a Homofobia, a Transfobia e a Bifobia.
Casos anteriores de não reconhecimento de identidade de gênero e de corpos trans já vinham levantando a questão. Em janeiro de 2019, Victória Jugnet Grossi, jovem transexual de 18 anos, faleceu  e a Justiça do Distrito Federal negou à família da jovem o pedido de incluir o nome social da filha no atestado de óbito. Em dezembro de 2021, Alana Araújo, mulher trans, foi velada usando terno, gravata e um falso cavanhaque em Aracajú, Sergipe, por imposição de sua família.  No Brasil, em 2022 os estados de São Paulo, Paraíba, Bahia e Pernambuco possuíam leis específicas sobre o assunto.

## Biografia
Demétrio nasceu em Tamoios, distrito de Cabo Frio, na Região dos Lagos. Com 19 anos se mudou para São Paulo para trabalhar como modelo. Em sua trajetória, ergueu a voz não só contra a transfobia, mas também contra o racismo — dos quais o jovem foi vítima incontáveis vezes, segundo relatos de sua mãe, Ivoni Campos, manicure. Logo após a morte de Demétrio em 2020, sua mãe assumiu as redes sociais do filho e a militância e o ativismo dele.

## Homenagem
Em 29 de dezembro de 2021 a Prefeitura de Cabo Frio inaugurou uma unidade de saúde especializada na atenção à população de travestis e transexuais do município. A unidade recebeu o nome do jovem cabo-friense Demétrio Campos, falecido em maio de 2020.